# Ex-libris
Pour les articles homonymes, voir Ex-libris (homonymie).

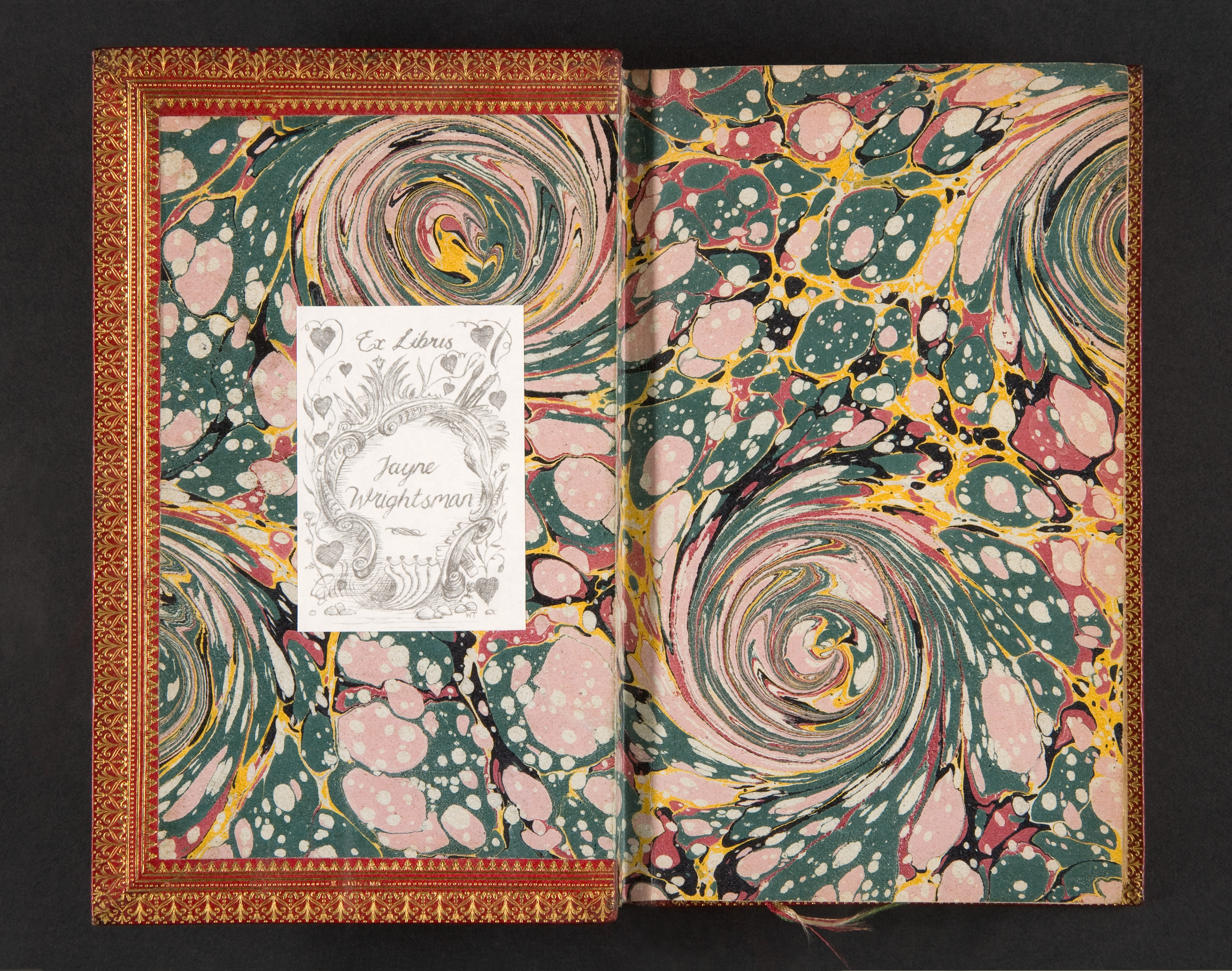
Un ex-libris gravé, imprimé et collé traditionnellement au premier contreplat d'un livre ancien.

Un ex-libris ou exlibris (du latin ex libris meis, « faisant partie de mes livres ») est une inscription figurant à l'intérieur d'un ouvrage, par laquelle le propriétaire marque nommément sa possession.
À partir de la fin du XVe siècle, en Europe, l'ex-libris prend la forme d'une gravure, tirée à part, et traditionnellement issue de la taille douce. Elle peut mentionner éventuellement le nom du propriétaire, ses armes, sa devise ou divers symboles et motifs de son choix. Il s'agit donc d'une gravure personnalisée qu'un collectionneur ou bibliophile colle sur le contre-plat (l'intérieur de la couverture) ou sur la page de garde de ses livres, comme marque d'appartenance.
Par extension, on nomme parfois ex-libris manuscrit la mention à la main du nom du propriétaire du livre, même si l'on préfère parler plutôt dans ce cas de marque de possession.
Les tampons encreurs, et autres cachets à l'encre directement tamponnés sur les ouvrages et marquant la propriété du livre, ne sont pas appréciés par les bibliophiles parce que, selon eux, ils dégradent les ouvrages et leur font perdre une partie de leur valeur marchande (d'où leur emploi par les bibliothèques publiques, pour dissuader les vols).

## Historique

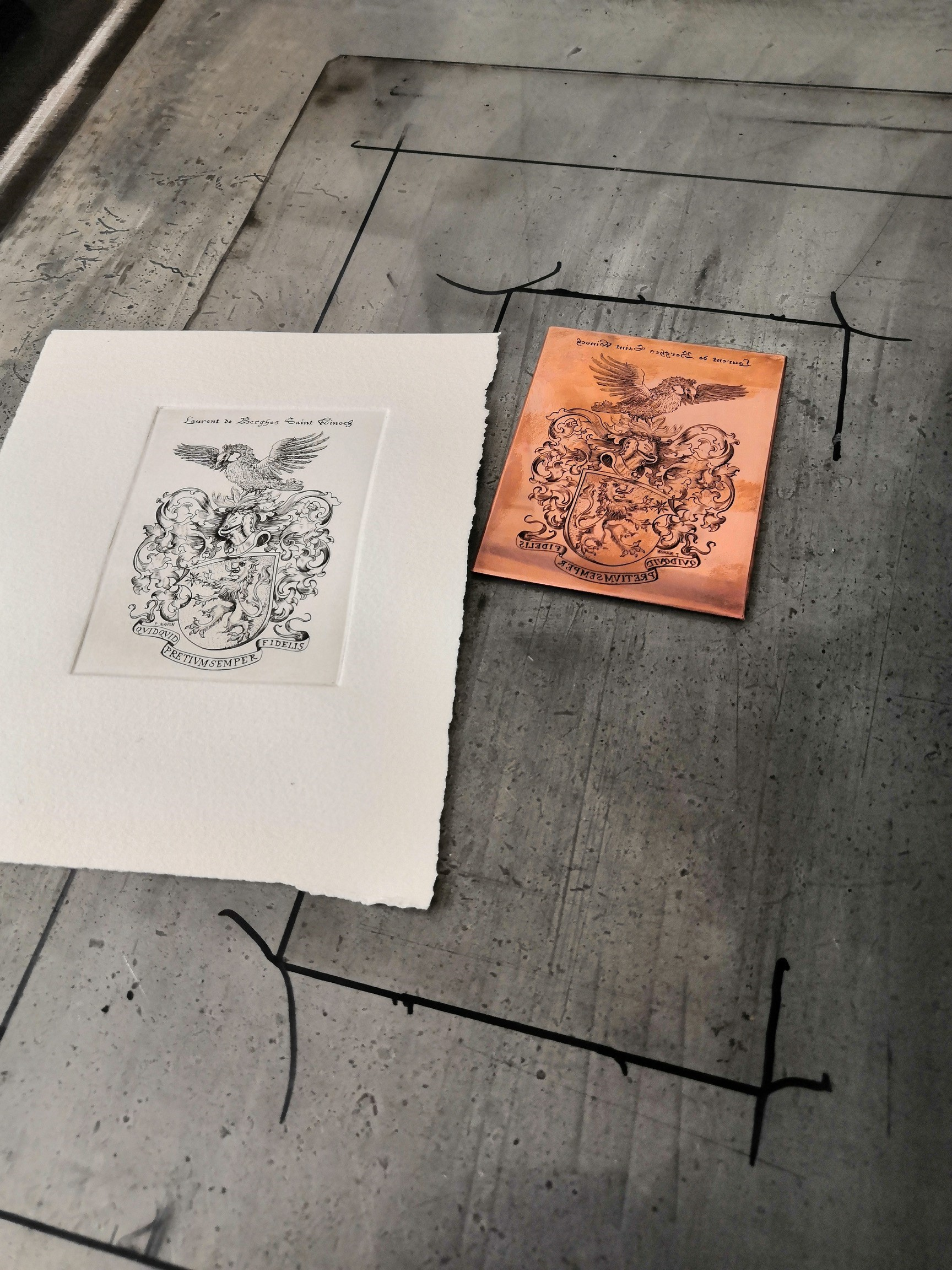
Un ex-libris héraldique venant d'être imprimé, et sa plaque de cuivre gravée au burin

L'usage de marques d'appartenance sur les livres est aussi ancien que celui des livres eux-mêmes. Le British Museum de Londres conserve une des tablettes bleues en argile vernissée qui habillaient les boîtes de cèdre dans lesquelles le pharaon Aménophis III conservait ses papyrus. Cette tablette constitue l'une des premières formes d'ex-libris et remonte au règne d'Amenhotep III (1388–1351 av. J-C.). Au Moyen Âge, on notait parfois à la main le nom des propriétaires des manuscrits sur les premiers feuillets.
L'ex-libris proprement dit apparaît au XVe siècle, lorsque l'invention de la gravure permet de reproduire des images en plusieurs exemplaires. La mode consistant à se faire graver un ex-libris représentant ses armoiries se répand alors dans toute l'Europe, et plusieurs grands graveurs l'illustrent. Dürer aurait gravé la marque du célèbre humaniste Willibald Pirckheimer. La technique de l'ex-libris passe alors en Suisse et arrive en France au début du XVIe siècle. Un des plus anciens ex-libris gravés français est celui de Jean Bertaud, de La Tour-Blanche en Périgord. Au XVIe siècle, les ex-libris héraldiques européens sont souvent de grand format.
Aux XVIIe et XVIIIe siècles l'usage de l'ex-libris se généralise parmi les propriétaires de livres, essentiellement l'aristocratie et la grande bourgeoisie. L'ex-libris héraldique, figurant les armoiries du propriétaire et souvent son nom, devient la norme et on observe plusieurs styles régionaux. La gravure au burin reste la seule technique employée pour réaliser les ex-libris. Au XVIIIe siècle le format tend à se réduire et on trouve quelques ex-libris gravés à l'eau-forte, même si le burin reste la règle.
Les ex-libris ont connu un nouvel essor au XIXe siècle, avec le développement de la bibliophilie dans le sillage de Charles Nodier. Des bibliophiles ne disposant pas d'armoiries se font alors graver des ex-libris avec des motifs artistiques, de fantaisie ou des symboles représentant leurs goûts ou leur identité. Toujours gravé principalement au burin, l'ex-libris se diversifie donc au-delà de l'héraldique. Plusieurs bibliophiles font dessiner leur ex-libris par des artistes en vogue, pour ensuite les donner à graver à un graveur spécialisé.

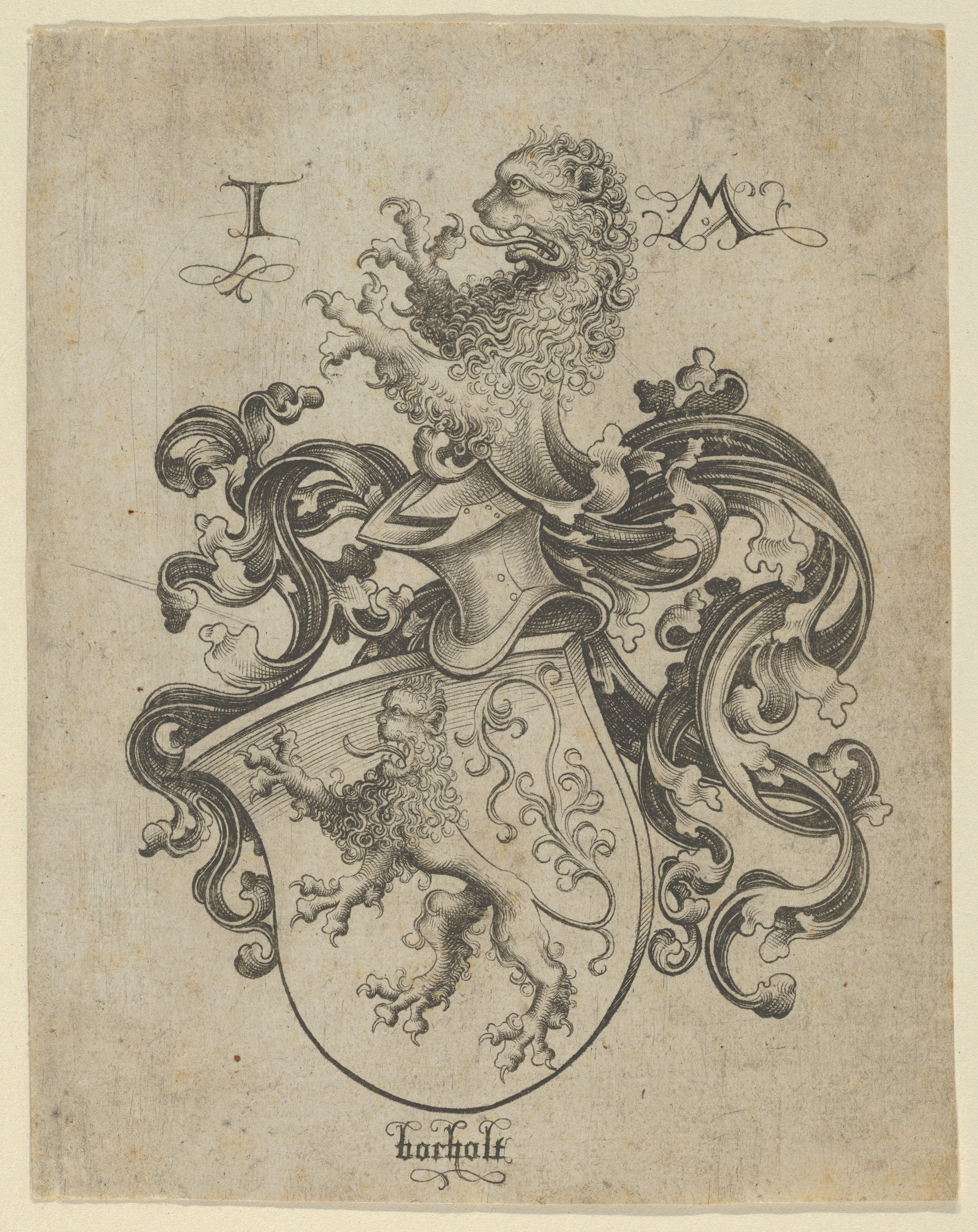
Un imposant ex-libris gravé au burin du début du XVIe siècle, par Israhel van Meckenem
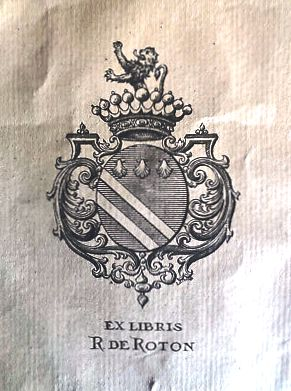
Un ex-libris héraldique français du XVIIIe siècle, gravé au burin
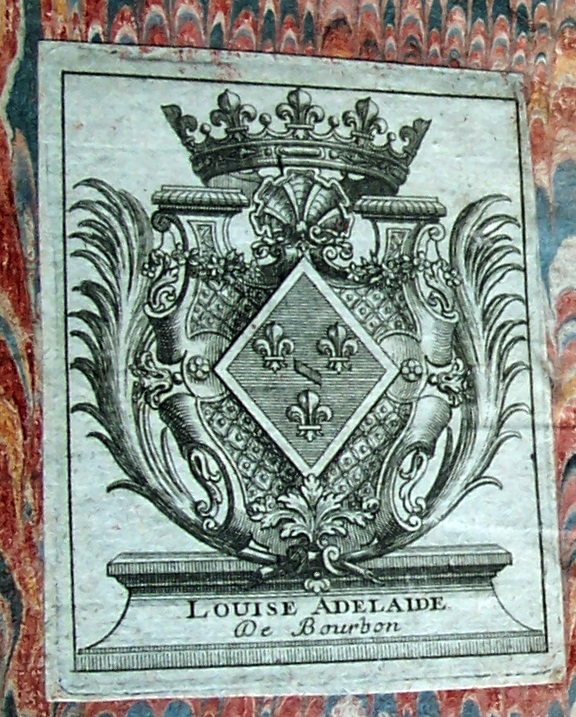
Ex-libris gravé de Louise-Adélaïde de Bourbon (1696-1750), reprenant ses armoiries
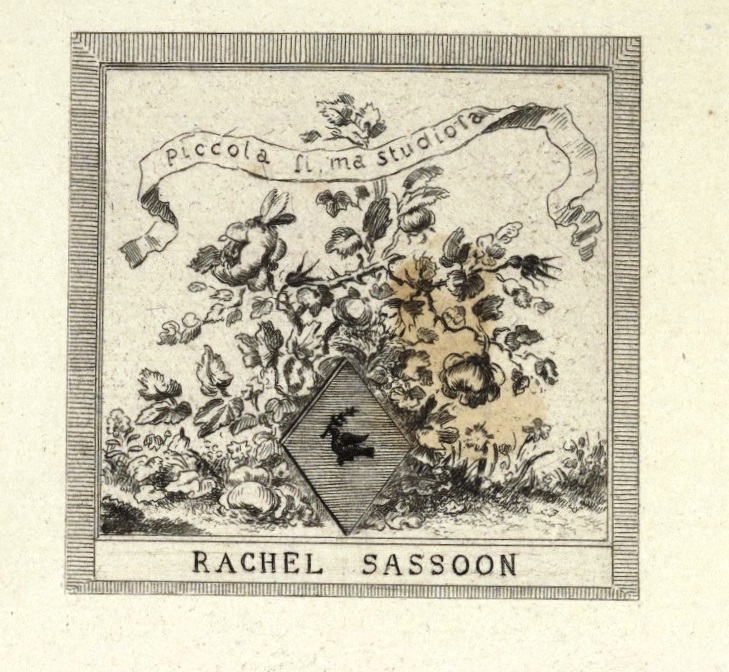
Un ex-libris héraldique du XIXe siècle, gravé pour Rachel Beer, aux armes Sassoon, avec des éléments décoratifs

## Contenu de l'ex-libris
L'élément graphique principal d'un ex-libris est généralement soit les armoiries du propriétaire, timbrées ou non, soit un dessin allégorique ou symbolique. L'ex-libris comporte aussi, le plus souvent, le nom ou, parfois, les initiales du propriétaire ; il peut aussi être signé par l'auteur du dessin et/ou de la gravure. Un ex-libris peut comporter une devise ou une citation chère au propriétaire du livre, ou sa fonction, ou ses titres.
Depuis le XVIe siècle, la technique la plus traditionnellement utilisée pour la gravure d'ex-libris est la gravure au burin, mais il est arrivé que d'autres systèmes moins prestigieux, tels que la xylographie ou plus récemment l'offset, aient été employés pour imprimer des ex-libris à moindre coût. La création d'ex-libris est intimement liée à l'art de la gravure héraldique.

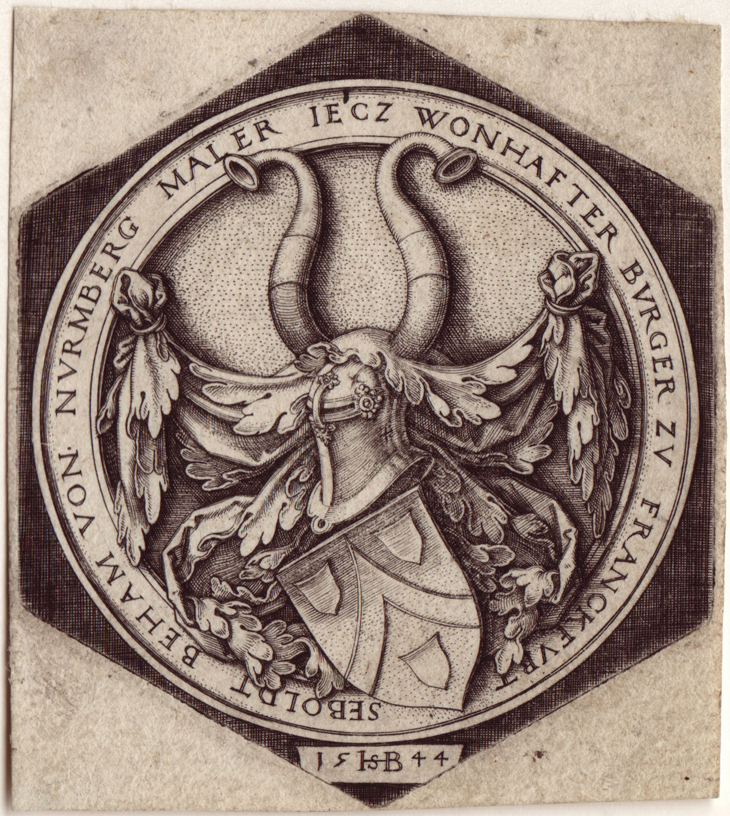
Un ex-libris classique du XVIe siècle.
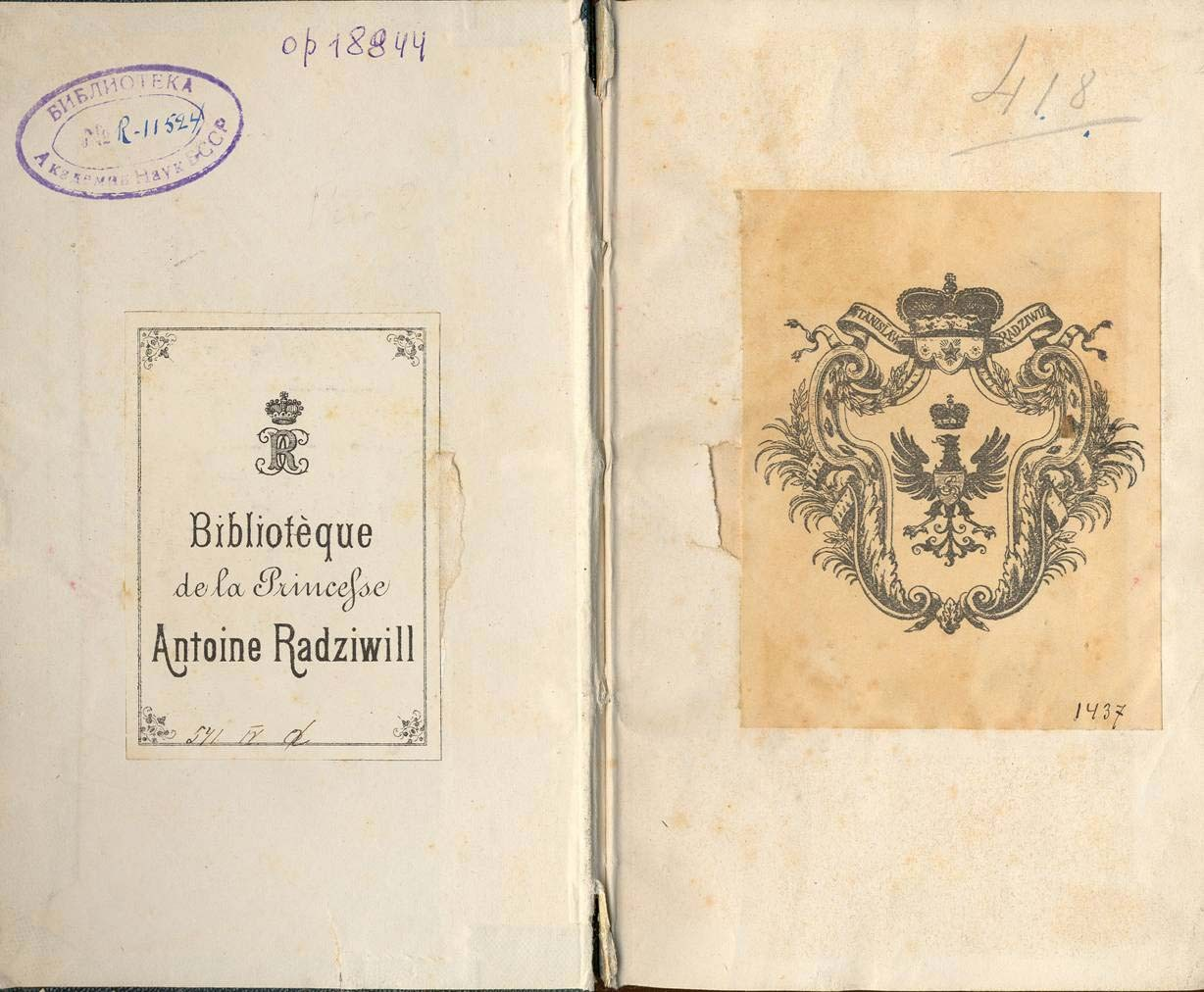
Marie de Castellane.
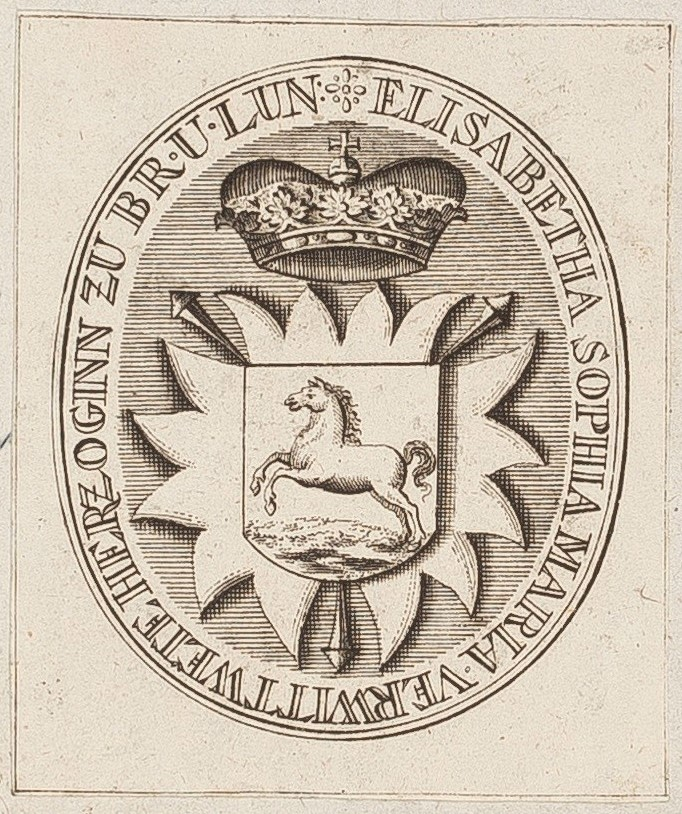
Elisabeth Sophie Marie von Schleswig-Holstein-Norburg.
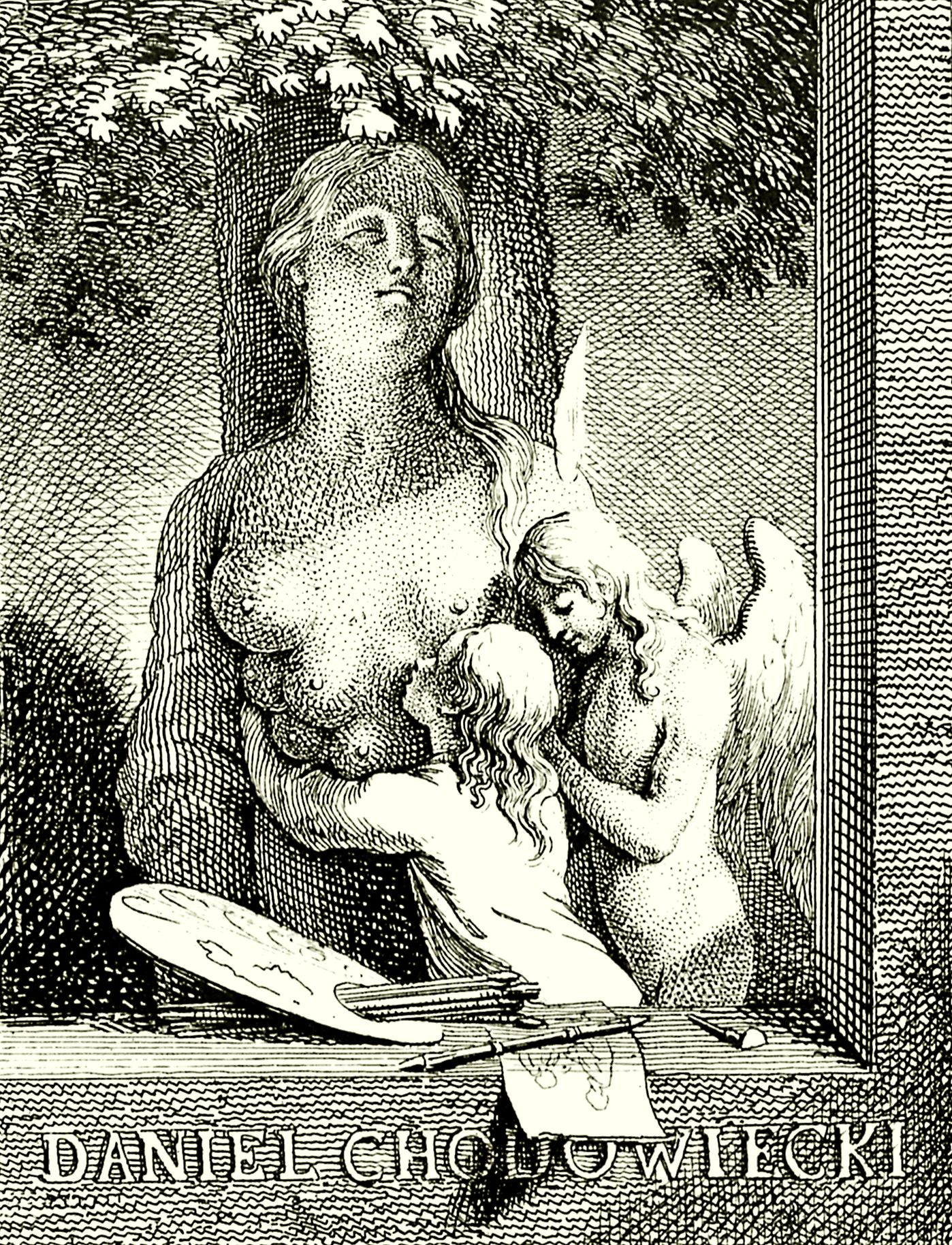
Daniel Chodowiecki.
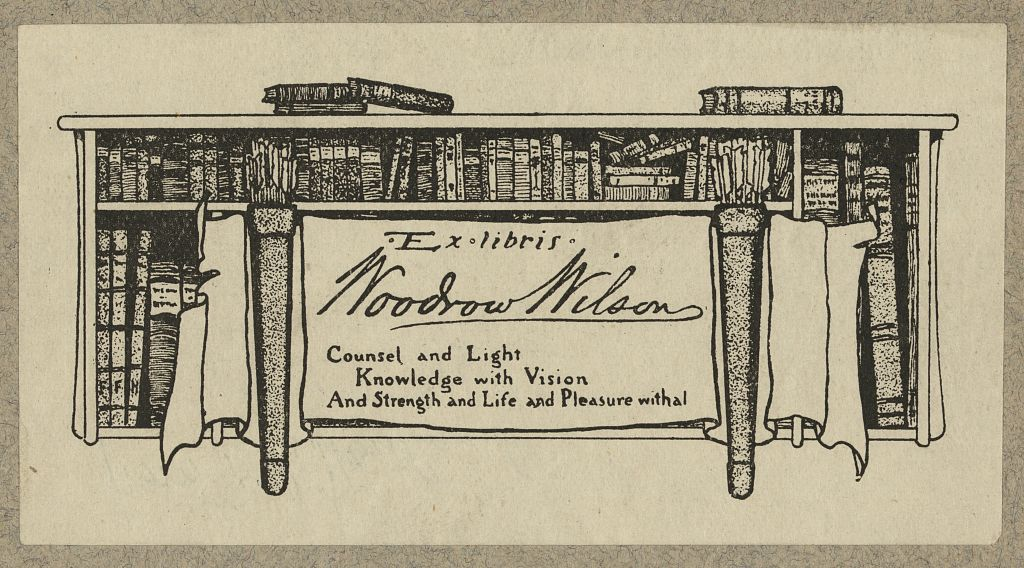
Woodrow Wilson.
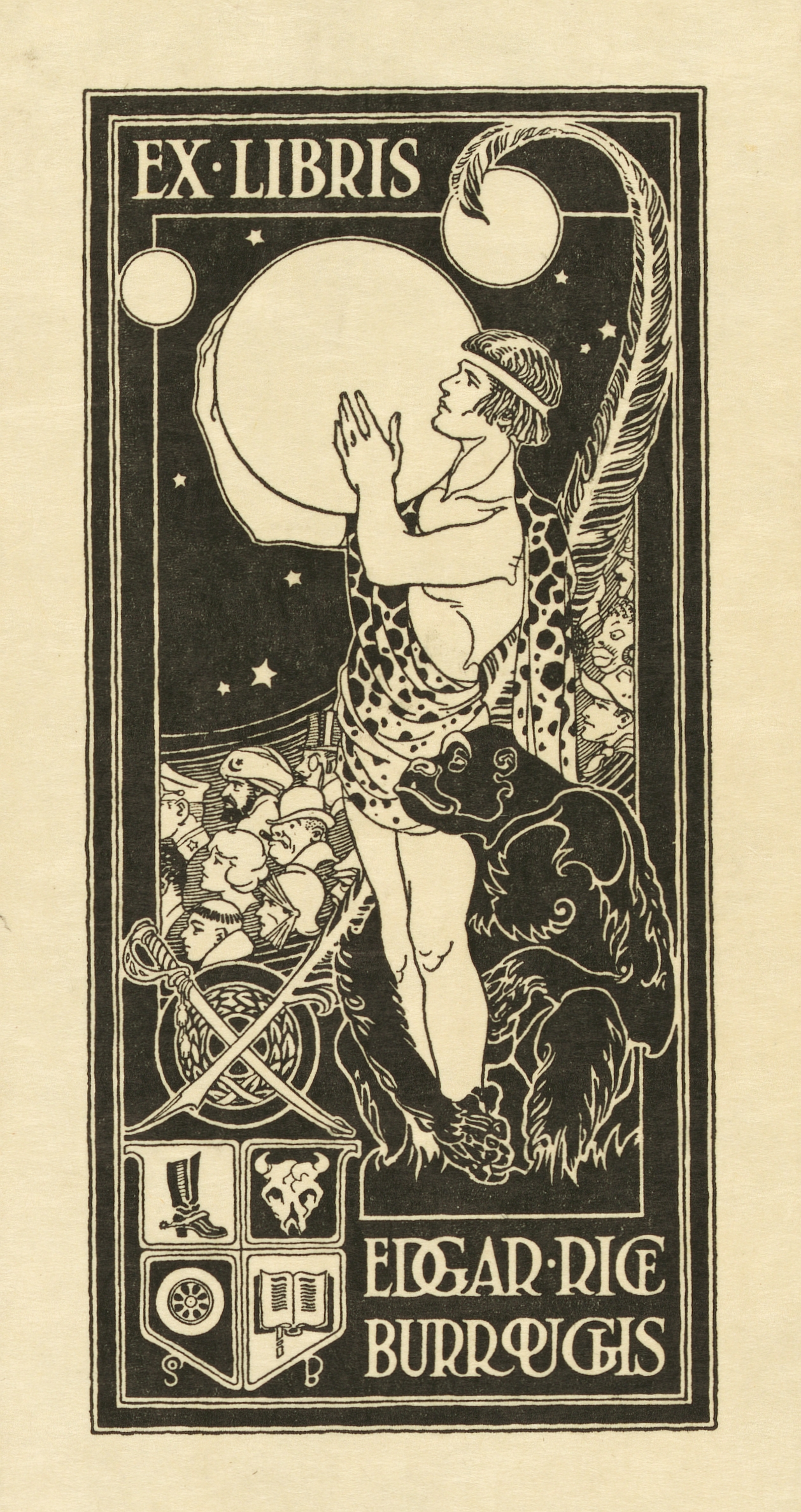
Edgar Rice Burroughs.
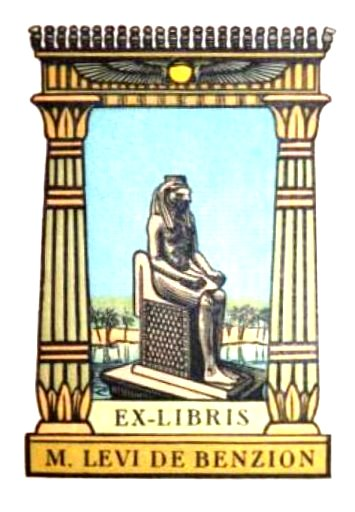
Moïse Lévy de Benzion.
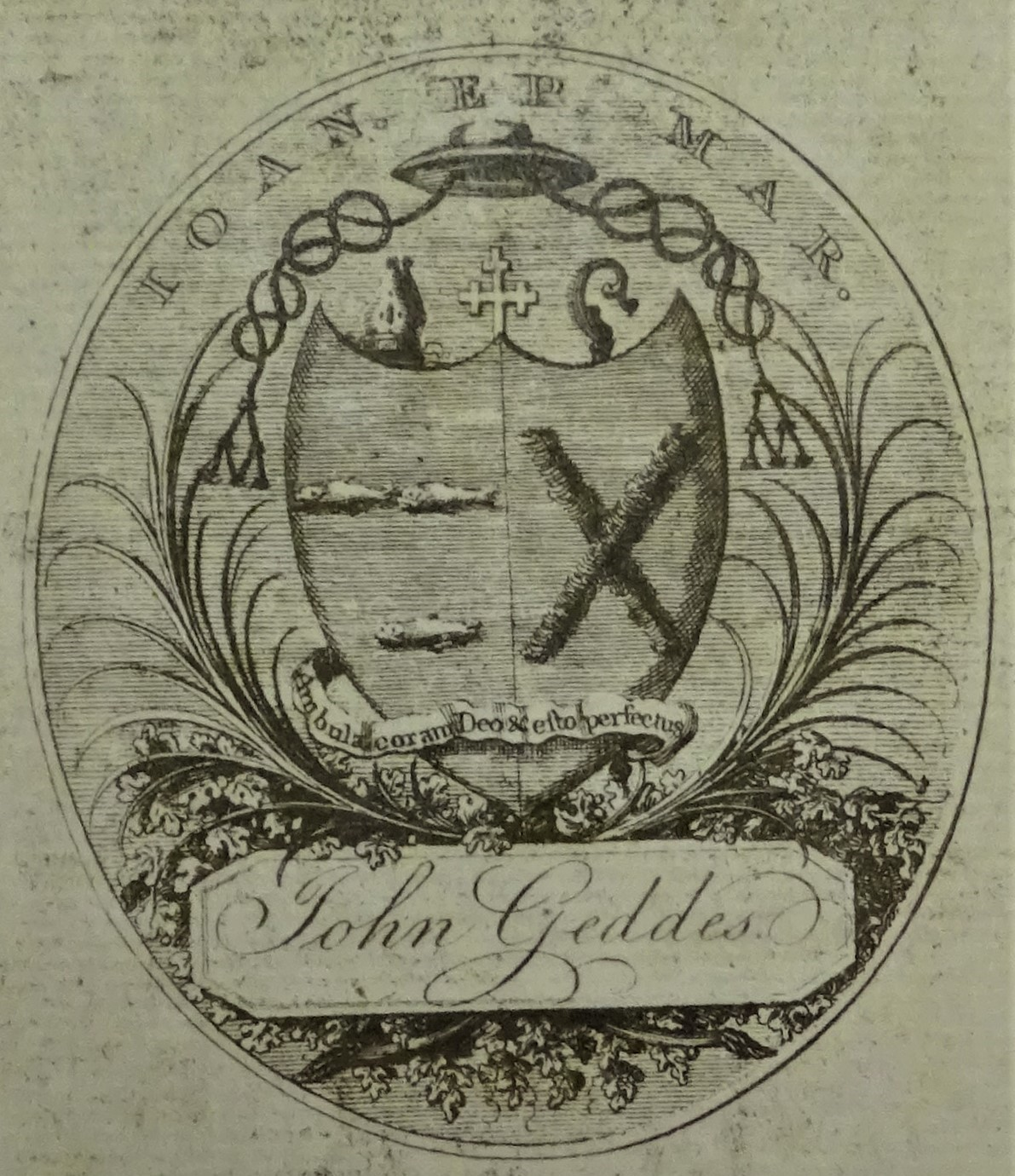
John Geddes.
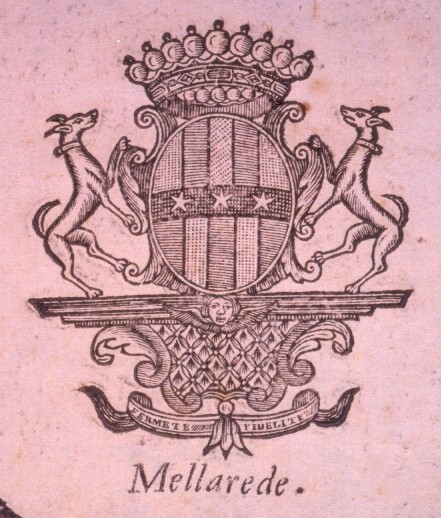
Abbé de Mellarède.
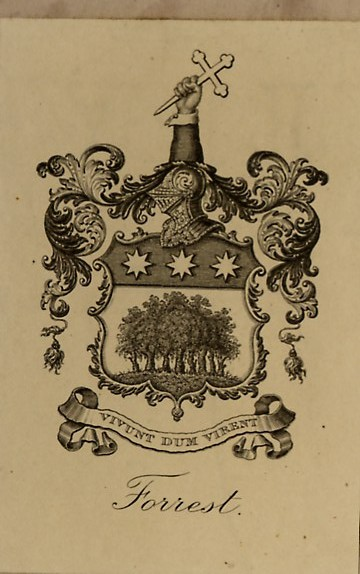
John Forrest.
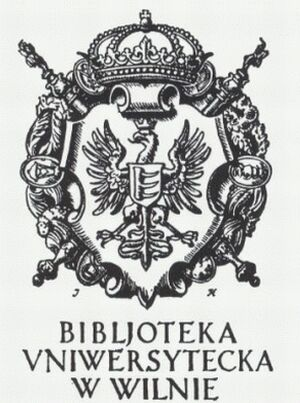
La bibliothèque de l'université de Vilnius.
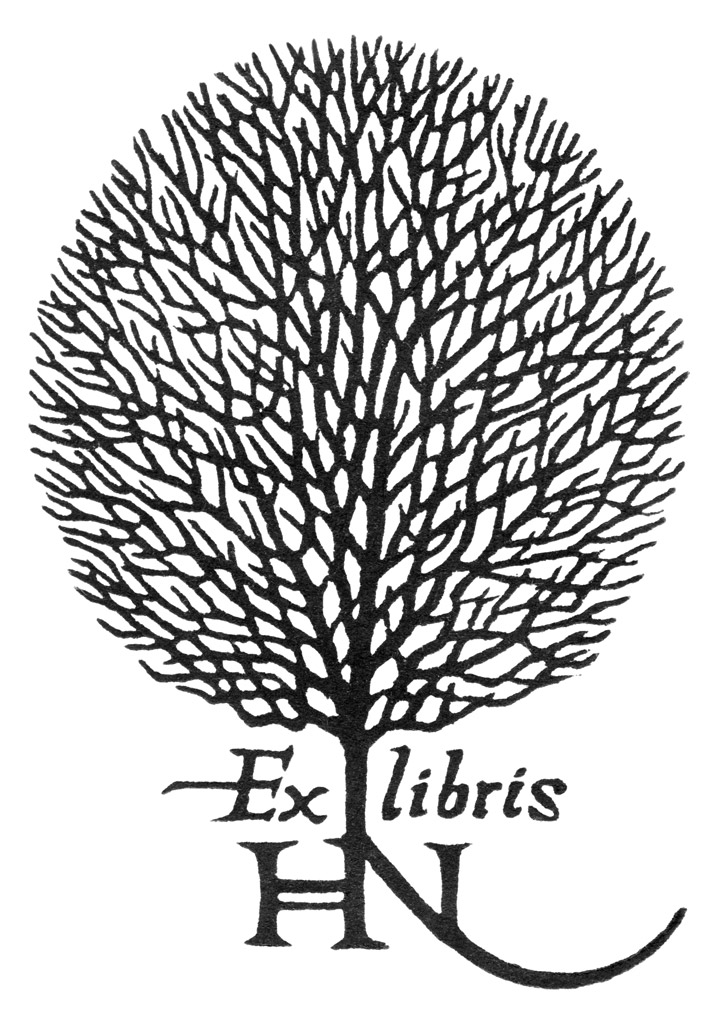
Jacques Hnizdovsky.
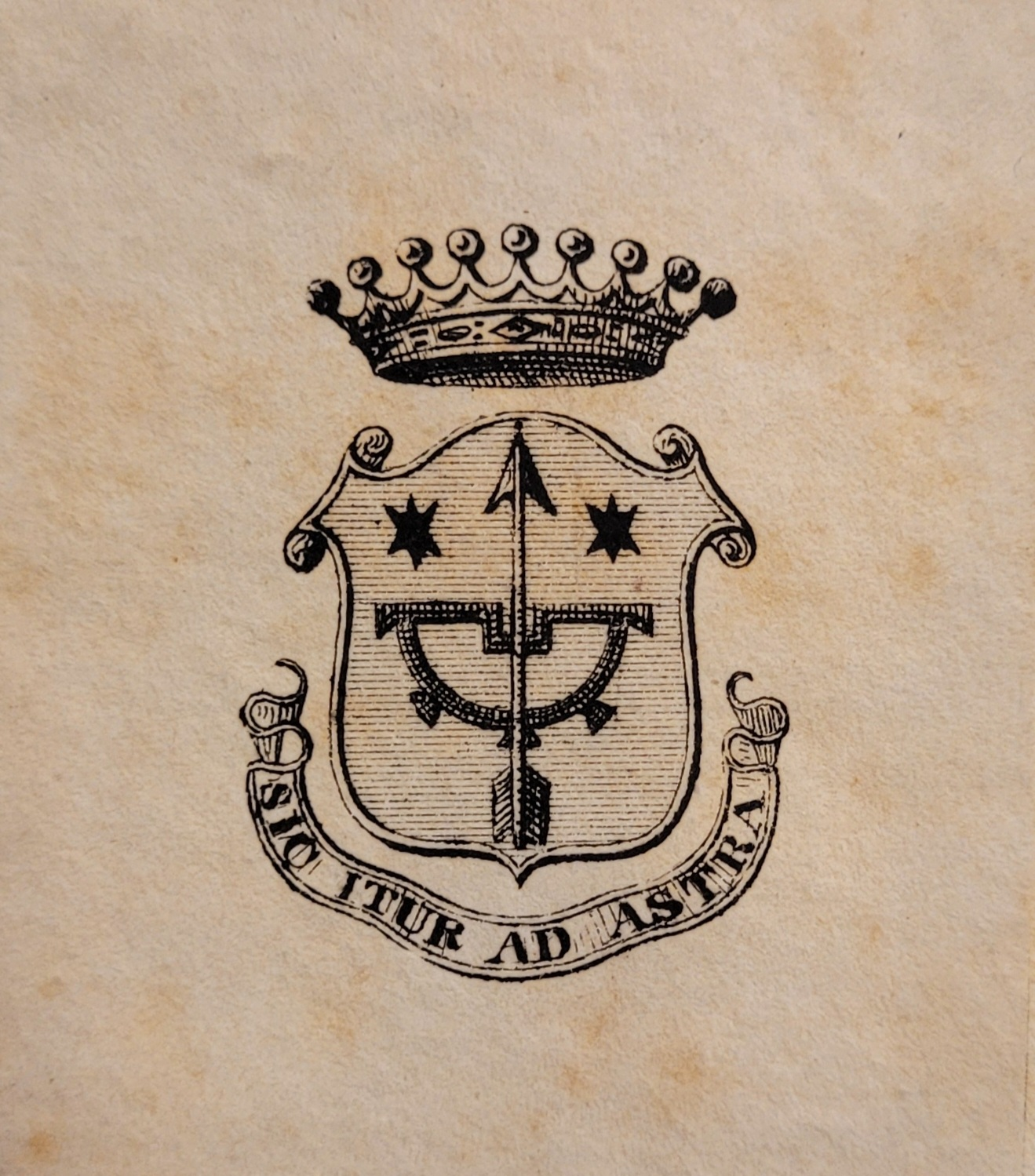
Eduard Ludwig Gabriel von Müller.

### Collections
Les ex-libris anciens peuvent faire l'objet de collections. Ils sont recherchés aussi bien collés dans le livre que séparément. Certains bibliophiles attachent plus de valeur à un livre porteur d'un ex-libris rare, tout particulièrement si celui-ci désigne un ancien propriétaire célèbre ou ayant eu une bibliothèque remarquable, soit pris isolément, détachés des livres : dans ce cas, on les recherche pour la qualité esthétique du travail de gravure.
En France, une des collections les plus remarquables d'ex-libris est celle de l'Association française des collectionneurs d'ex-libris, déposée à la Bibliothèque bénédictine et municipale de Saint-Mihiel.
Une autre forme de collection : les bibliophiles faisant graver plusieurs ex-libris différents pour orner leurs propres livres. Par exemple, l'entomologiste belge Albert Collart (1899-1993) avait fait exécuter deux cents ex-libris différents à son nom, dont : un à la libellule, un à l'insecte volant posé sur un petit tronc mal ébranché, un aux deux idoles posées sur une planche et au livre avec abeille posée sur la tranche d'un livre épais intitulé Ex-libris ; un à la femme noire, chasseuse de papillons, etc.
Certains livres portent les armoiries, le nom ou les initiales frappées à l’or de leur premier propriétaire en queue du dos du livre. Ce type d’ex-libris est parfois appelé super-libris.

### Quelques concepteurs et graveurs d'ex-libris
- Henri Bacher
- George Ball
- André Ballet
- René Barande
- Nicolas Chalmandrier
- Daniel Chodowiecki
- Dominique Collin
- Auguste Donnay
- Michel Fingesten
- Robert Forrer
- Suzanne Gauthier
- Roger Guit
- Walter Helfenbein
- Fernand Khnopff
- Valentin Le Campion
- Francis Davis Millet
- George Minne
- Armand Rassenfosse
- Léo Schnug
- Pino della Selva
- Mark Severin
- Charles William Sherborne
- Herman Teirlinck
- Émile-Henry Tilmans
- Louis Titz
- Andrew Kay Womrath

#### Notices et dictionnaires
- Ressource relative à la santé :   - Medical Subject Headings
- Ressource relative aux beaux-arts :   - Grove Art Online
- Ressource relative à la recherche :   - JSTOR
- Notices dans des dictionnaires ou encyclopédies généralistes :   - Britannica
  - Brockhaus
  - Den Store Danske Encyklopædi
  - Enciclopedia De Agostini
  - Encyclopédie de l'Ukraine moderne
  - Gran Enciclopèdia Catalana
  - Hrvatska Enciklopedija
  - Store norske leksikon
- Notices d'autorité :   - BnF (données)
  - LCCN
  - GND
  - Japon
  - Espagne
  - Israël
  - Tchéquie
  - Lettonie

#### Autres
- Vidéo Canal-U (Ministère de la culture français) sur les étapes de fabrication d'un ex-libris gravé
- Ex-libris d'artistes français du XIXe siècle
- Ex-libris d'amateurs d'échecs
- Ex-libris de bibliophiles dauphinois
- Association française pour la connaissance de l'ex-libris
- (en) Association américaine de créateurs et collectionneurs d'ex-libris